# Spathelia coccinea
Spathelia coccinea är en vinruteväxtart som beskrevs av G.R. Proctor. Spathelia coccinea ingår i släktet Spathelia och familjen vinruteväxter. Inga underarter finns listade i Catalogue of Life.